# Уршельский
У́ршельский — посёлок (ранее — посёлок городского типа) в Гусь-Хрустальном районе Владимирской области России. Центр сельского поселения «Посёлок Уршельский».
Неофициальное название посёлка — «У́ршель». Под таким названием он обычно упоминается в районных СМИ. В обиходной речи посёлок чаще называют «У́ршел» (с твёрдым «л»).

## География
Расположен в 106 км (по автодорогам) от областного центра, города Владимир.

## Транспорт
Конечная железнодорожная станция ведомственной ветки в 20 км от станции Черусти (на линии Куровская — Муром). До 2006 года на линии осуществлялись грузовые и пассажирские перевозки, которые затем были прекращены. По состоянию на 2015 год, на линии существует грузовое движение в незначительном объёме.

## История
Известен с 1858 года как посёлок при стеклозаводе. В 1905 году в населённом пункте Уршельский завод числилось 98 дворов, в 1926 году — 163 хозяйств, начальная школа. До 1929 года относился к Ягодинской волости Судогодского уезда Владимирской губернии.
В 1889 году была возведена деревянная Богословская церковь. Деньги на её строительство пожаловал Ю. С. Нечаев-Мальцов. Храм в 1920-х годах полностью сгорел.
С 1927 до 2005 года — посёлок городского типа.

## Экономика
С 1858 года главным работодателем в посёлке был Уршельский стекольный завод, в советский период называвшийся «имени X годовщины Октября». В настоящее время на его производственных площадях действует производство ООО «Красное Эхо». В 2022 году в посёлке был открыт исправительный центр для приговоренных к принудительным работам, которые должны работать на этом предприятии.

## Население
| 1905  | 1923  | 1926  | 1939  | 1959  | 1970  | 1979  |
| ----- | ----- | ----- | ----- | ----- | ----- | ----- |
| 1750  | ↗2219 | ↗3230 | ↗7769 | ↗9673 | ↘7973 | ↘6808 |
| 1989  | 2002  | 2010  | 2021  |       |       |       |
| ↘5984 | ↘4683 | ↘3783 | ↘3354 |       |       |       |

## Известные уроженцы
- Курынов Александр Павлович — советский спортсмен-тяжелоатлет[15].

## Галерея

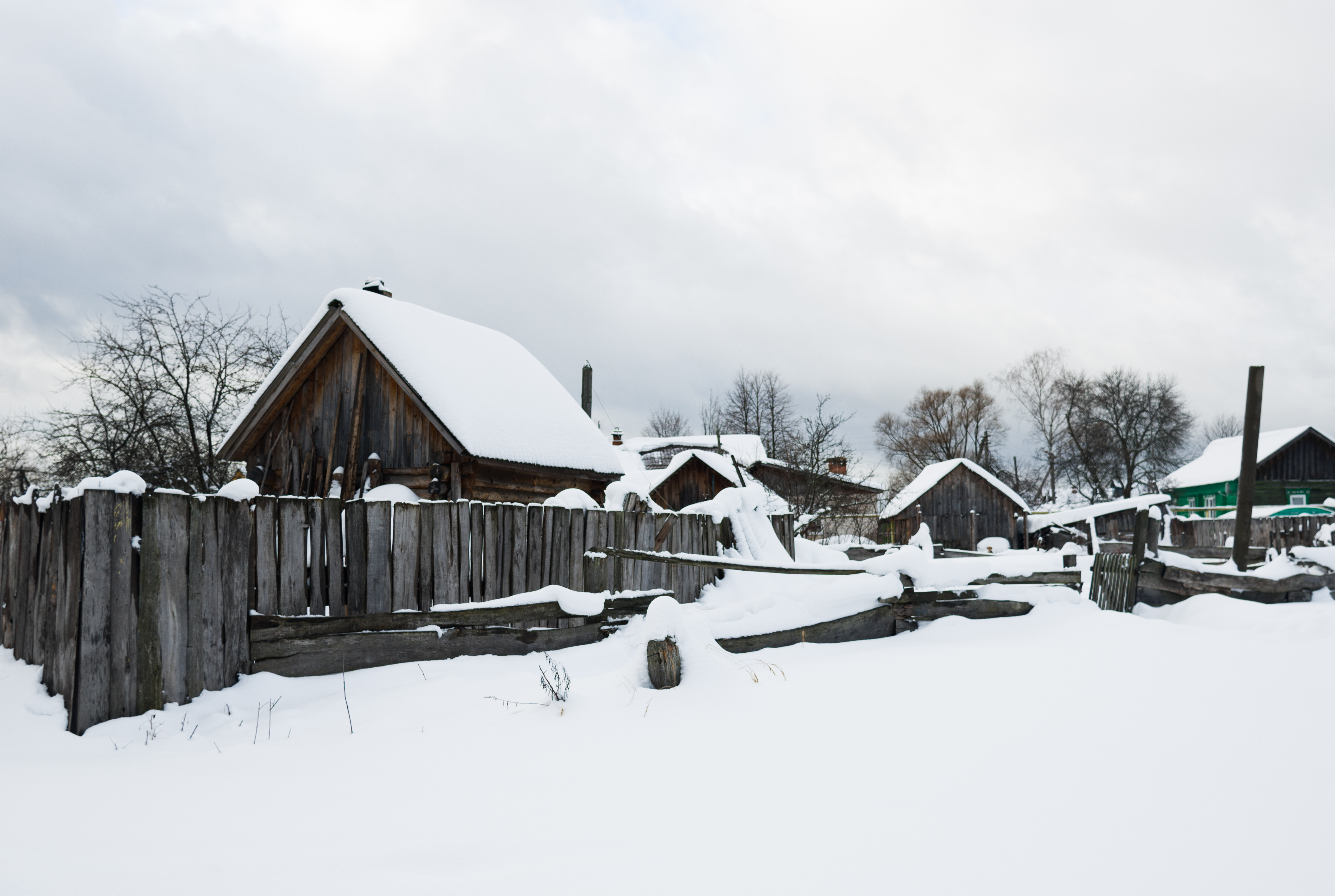
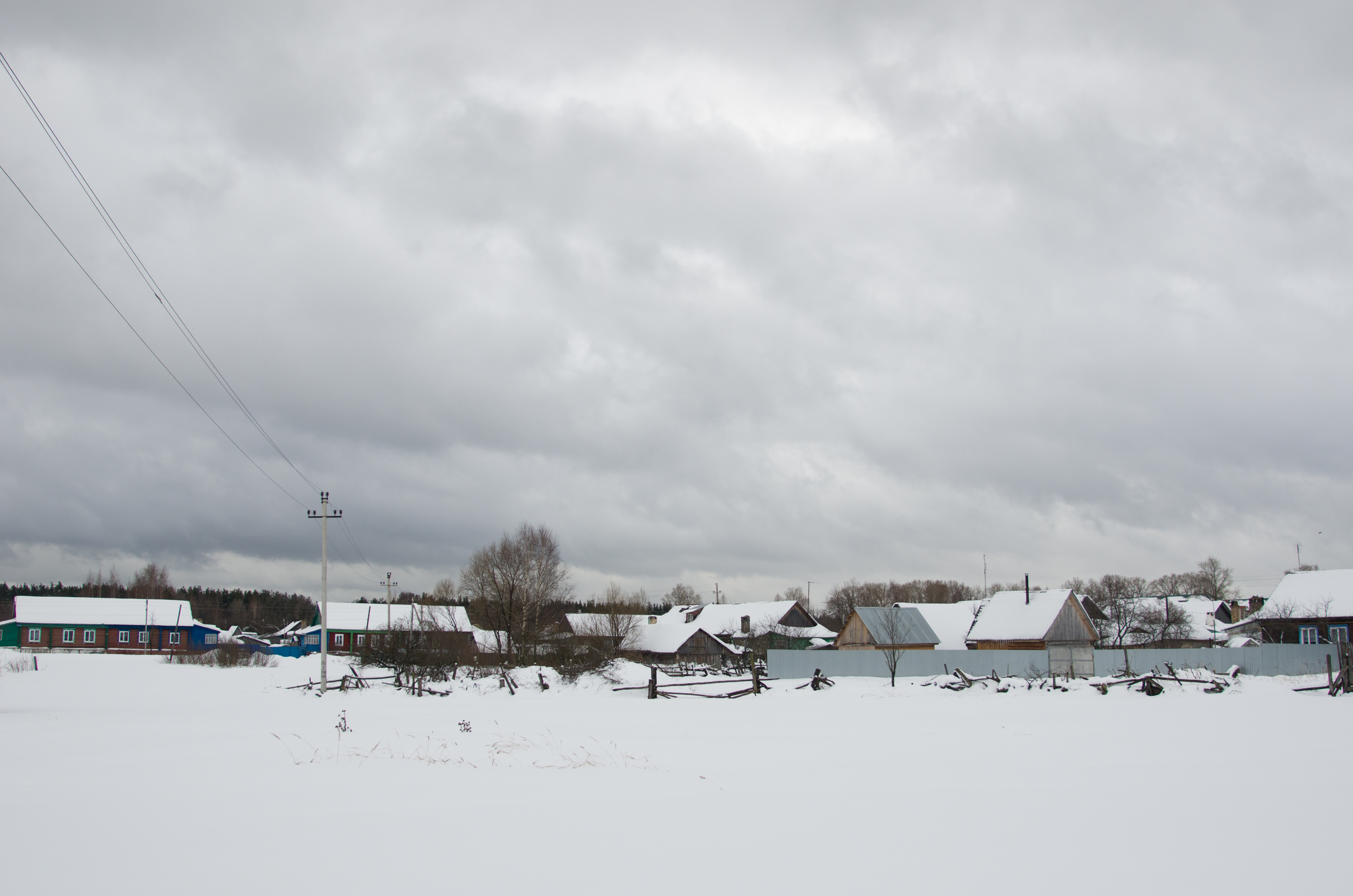
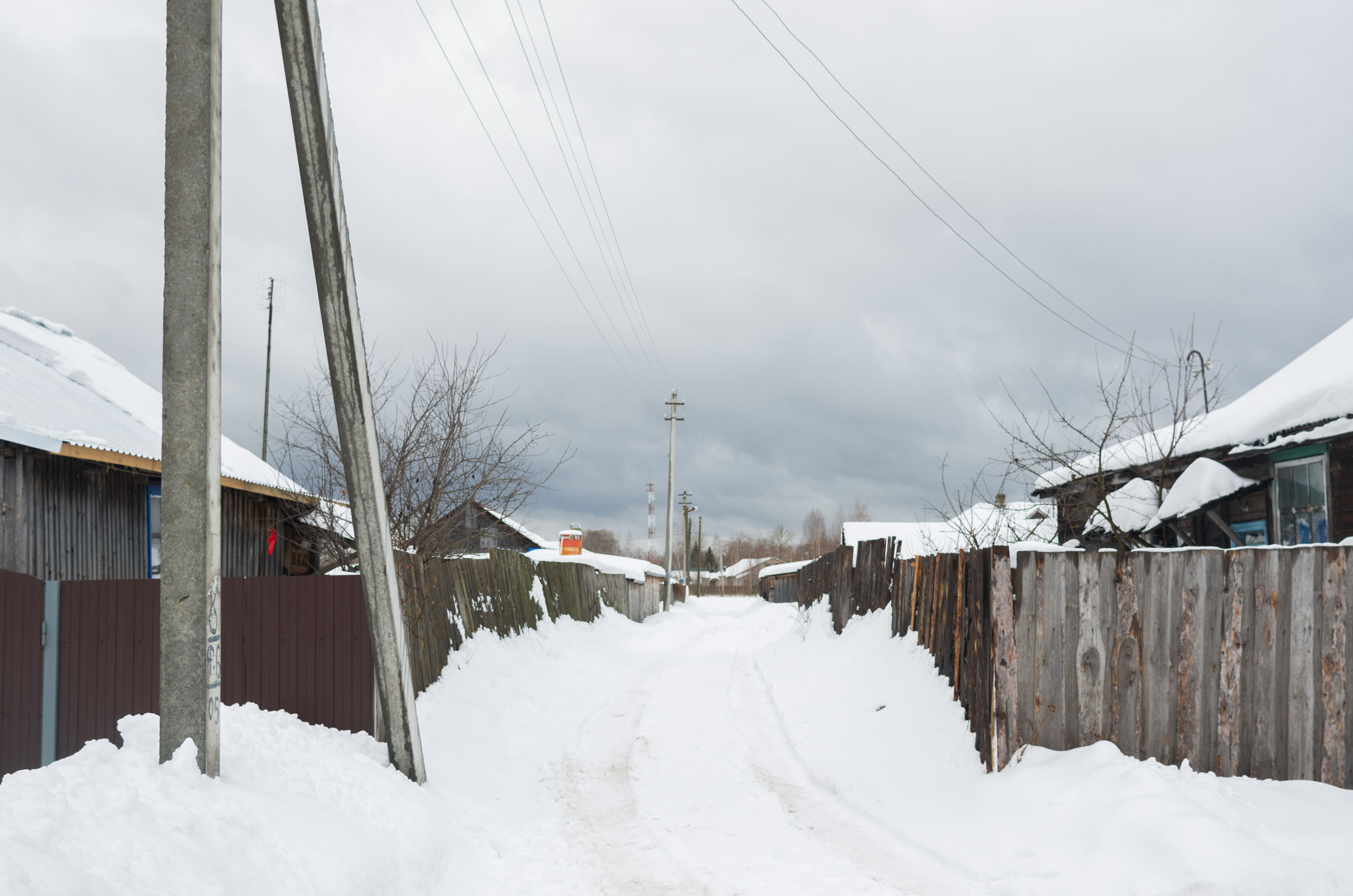
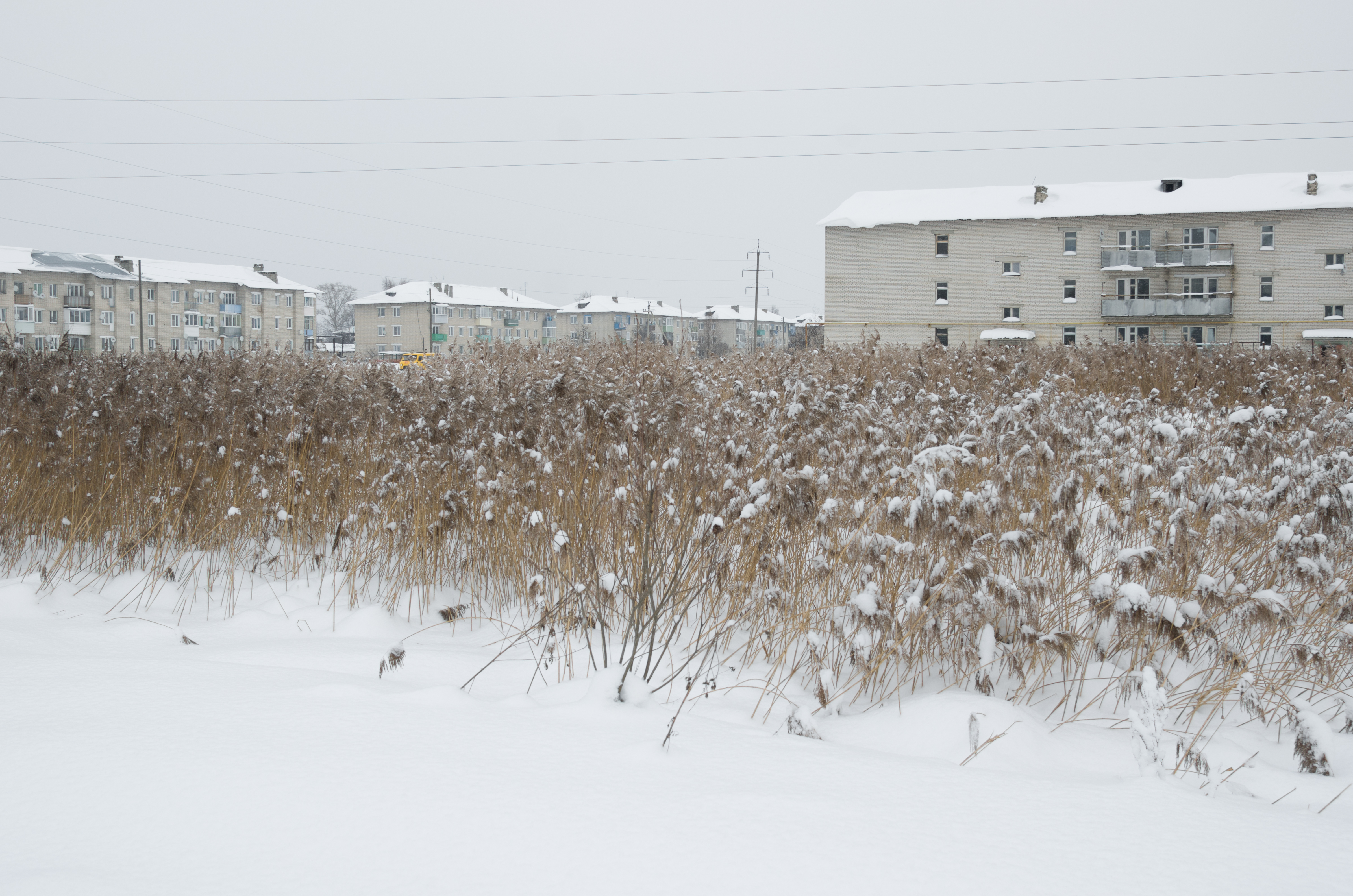
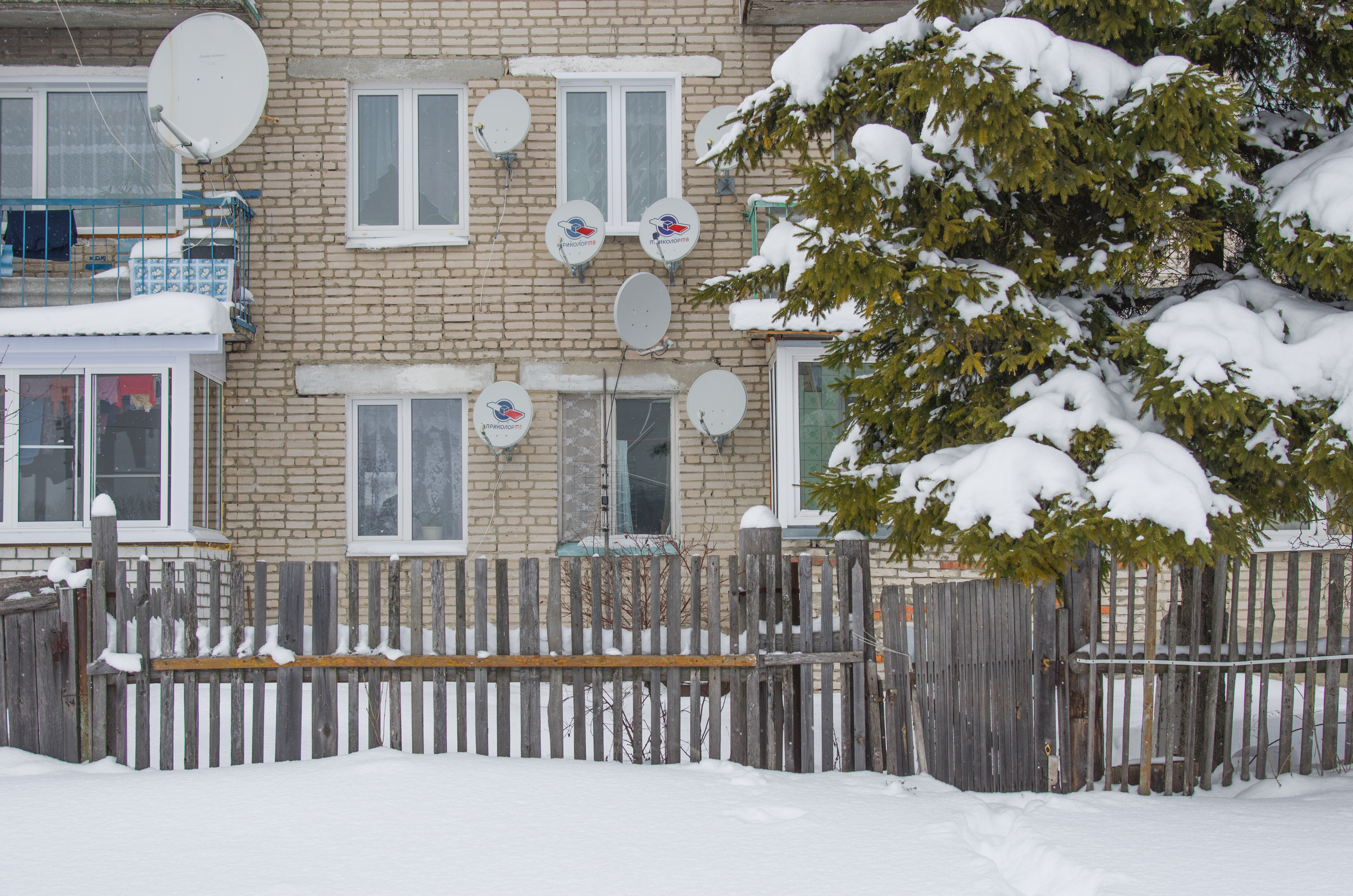
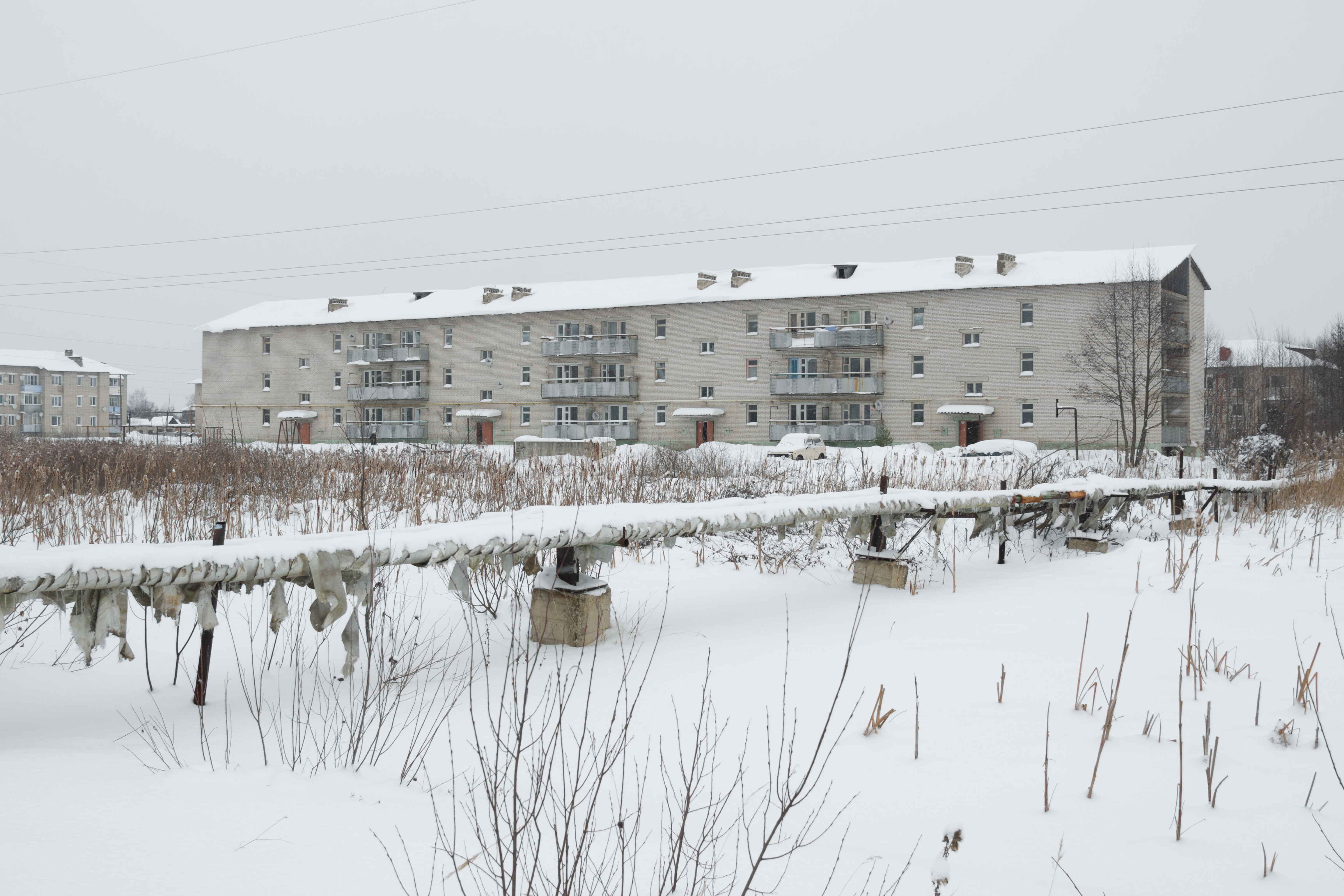
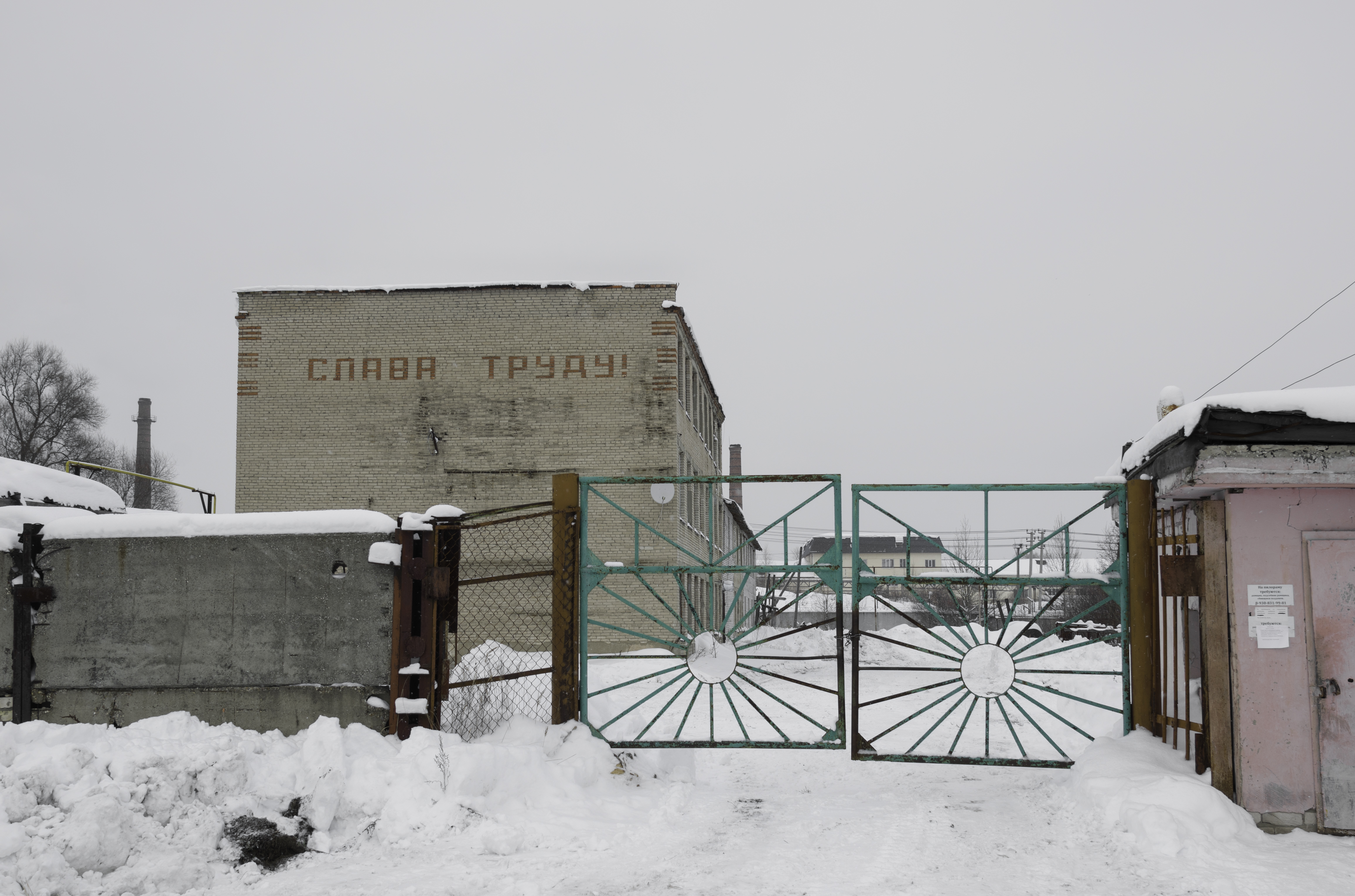
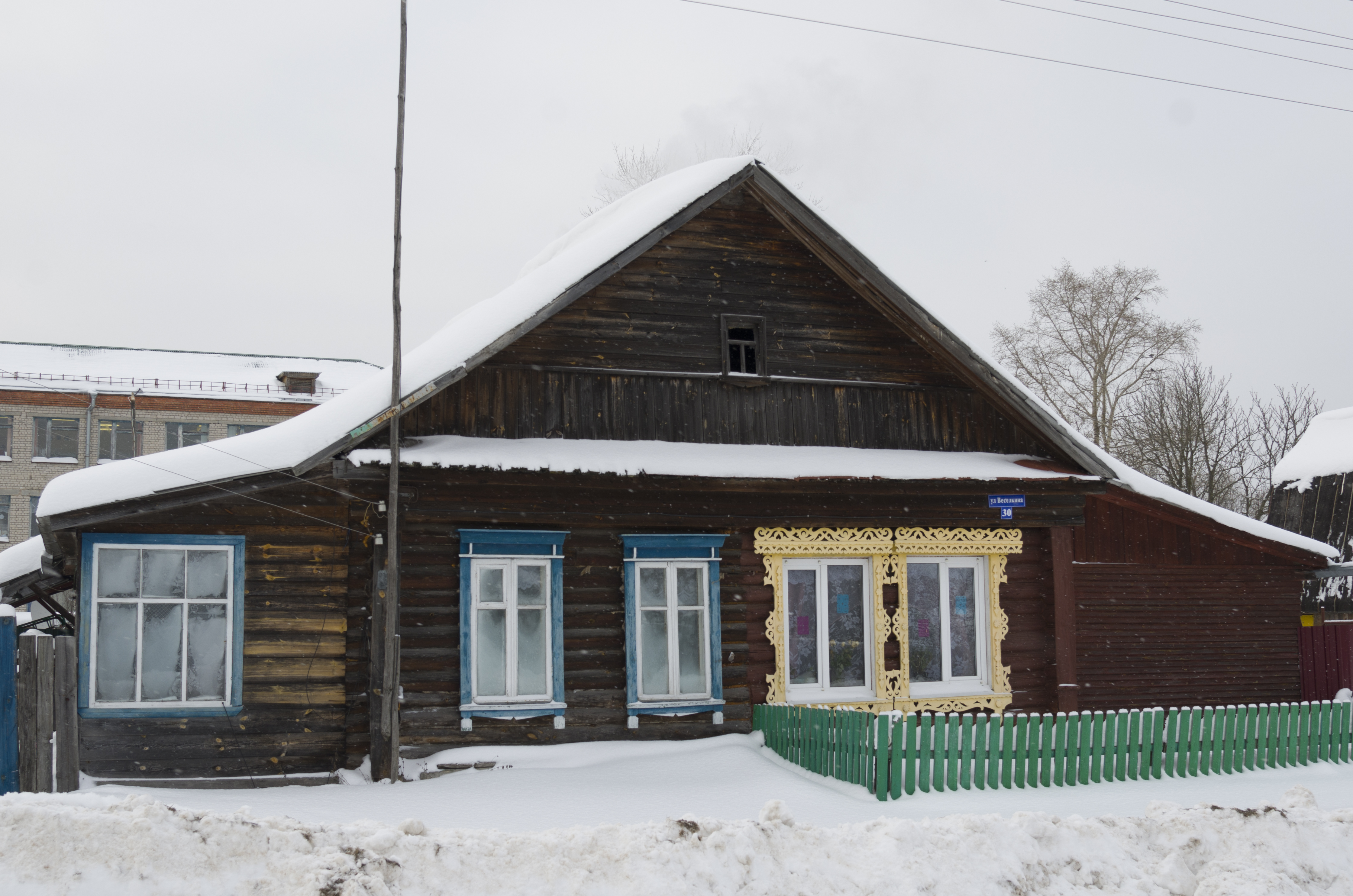